# Sadat Ouro-Akoriko
Sadat Ouro-Akoriko (né le 1er février 1988 à Sokodé au Togo) est un joueur de football international togolais, qui évolue au poste de défenseur.
Il est actuellement à Kazma

## Biographie

### Carrière en sélection
Il reçoit sa première sélection en équipe du Togo le 6 novembre 2009, en amical contre le Bahreïn (défaite 5-1).
Il dispute cinq matchs rentrant dans le cadre des éliminatoires du mondial 2014.
Il marque son premier but avec le Togo le 14 juin 2015, contre le Liberia. Ce match gagné 1-0 rentre dans le cadre des éliminatoires de la Coupe d'Afrique des nations 2017..
Il participe avec le Togo à la Coupe d'Afrique des nations en 2013 et en 2017.